# Electro-Z
Electro-Z fue una banda de rock peruana, formada a fines de los 90, por Luis Aníbal Salgado (Lase), Jennifer Cornejo y Carlos García; considerada por muchos una banda de culto.
El estilo de la banda era muy innovador para su época, con una contundente mezcla de melodía, ruido y samples. La voz principalmente la hace Jennifer, algunas canciones son cantadas por Luis Aníbal Salgado, y varios temas son sólo instrumentales. En 1999, lanzaron su primer y único álbum debut, que fue reeditado y remasterizado en 2005, con la inclusión de cinco temas adicionales. Al poco tiempo del lanzamiento, Carlangas fue separado de la banda. En esta época se integra Christian Vargas Cornejo (primo de Jenny y amigo de Lase desde que estuvieron juntos en Circo de Marionetas el año 1994) quien toca la batería en las presentaciones en vivo del año 2000. Se presentaron en festivales de la U. Católica o la Agraria, y en locales como La Noche de Barranco, el Sargento Pimienta, Bauhaus en Miraflores, etc. Su concierto de despedida fue en el Florentino de Barranco.
En 2001 los tres deciden mudarse a Nueva York y New Jersey, donde luego de unos meses empezarían a componer nuevo material pero en inglés. El último tema grabado como Electro Z fue para un disco tributo a Yola Polastri (Tributo a la Niñez). Luego enfrentaron algunas dificultades lo cual no les permitió tener un inicio muy productivo. La banda como tal llega a su fin en 2003, cuando Lase y Jennifer deciden componer canciones en inglés y cambiar el nombre de la banda, creando DASHER. Y Christian decide regresar a Perú para iniciar su proyecto llamado Abrelatas.

## Discografía

### Álbumes
- Electro-Z (1999)

### Vídeoclips
| #  | Título       |
| -- | ------------ |
| 1. | "En ficción" |
| 2. | "Grítame"    |